# 阿雷佐
阿雷佐（義大利語：Arezzo）位于意大利中部托斯卡纳大区，是阿雷佐省的首府，面积386.25平方公里，人口96,494人（2007年）。

## 友好城市
- 法國 圣普列斯特

## 景點
- 聖瑪利亞教堂
- 阿雷佐主教座堂